# 578

## Починали
- Йоан Малала, византийски историк
- Юстин II, византийски император